# Ján Novák
Ján Novák (Trebišov, 6 marzo 1985) è un calciatore slovacco, attaccante del Iskra Borčice.

## Carriera

### Club
Novak diventò il capocannoniere del campionato slovacco nella stagione 2007-2008, segnando 17 goal in 23 partite. In due partite consecutive segnò 8 volte. Diventa noto al calcio italiano durante il quarto turno preliminare dell'Europa League 2009-10, contro la Roma, segnando una doppietta nel 3-3 casalingo, ed il goal della bandiera nel 7-1 dell'Olimpico, suscitando l'interesse del Fulham.

### Nazionale
Il 20 maggio 2008 Novak debutta con la nazionale slovacca, in una sconfitta per 1-0 in amichevole contro la Turchia.

## Palmarès

### Club

#### Competizioni nazionali
- Coppa di Slovacchia: 3

Kosice: 2008-2009, 2013-2014
Zilina: 2011-2012
- Campionato slovacco: 1

Zilina: 2011-2012